# Christopher Newport University
Christopher Newport University är ett offentligt universitet i Newport News i Virginia. Lärosätet grundades 1960.
Ursprungligen var Christopher Newport College en del av College of William & Mary och blev en helt skild högskola år 1977. År 1992 ändrades namnet till Christopher Newport University då man uttryckligen ville profilera sig som ett universitet. Namnet Christopher Newport University hedrar Christopher Newport, en engelsk sjökapten och bosättare i Jamestown på 1600-talet.